# Frank und seine Freunde

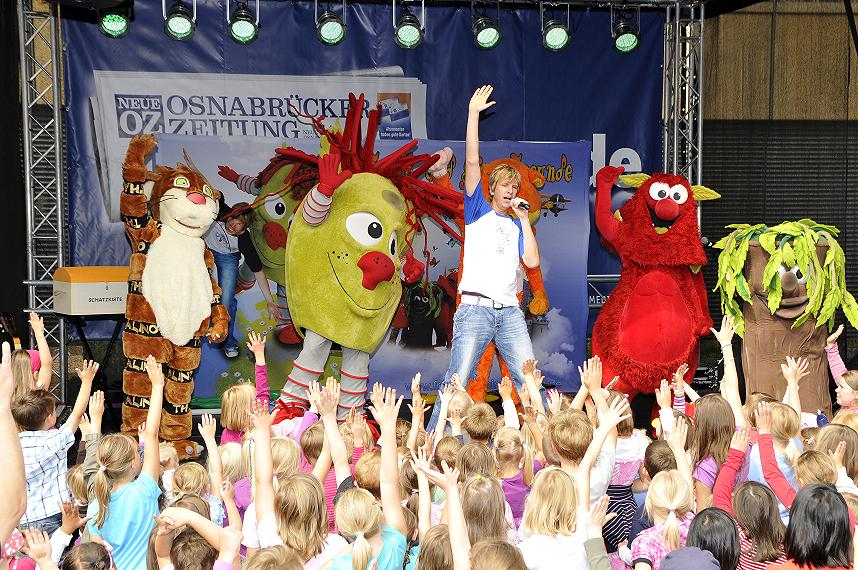
Frank und seine Freunde live

Frank und seine Freunde ist ein deutsches Kindermusikprojekt, das vom Kindermusiker Frank Acker 2009 ins Leben gerufen wurde.

## Geschichte
Das Musikprojekt um Kindermusiker Frank Acker tourt bereits seit 2009 durch die ganze Welt und begeistert bei seinen jährlich über 150 live zu erlebenden Mitmach-Konzerten das Publikum immer wieder aufs Neue. Bei jedem der Auftritte ist sein bester Freund, das Zappeltier, dabei und sorgt für gute Laune. Stets zappelig, verbreitet er mit seiner -manchmal auch tollpatschigen Art- eine unverwechselbare Stimmung, die Niemanden auf seinem Platz hält.
Bei den „Frank & seine Freunde“-Songs kommt die Gitarre nicht aus dem Computer, sondern es wird mit vielen Live-Instrumenten für die Studioaufnahmen gearbeitet.
Hits wie „Tip Top”, „Zwei kleine Wölfe”, „Flip Flap”, „Käpt’n Wellermann”, „Rabatz“, „Mach die Robbe“ oder „Dicker Bauch” gehören aber nicht nur in den Kinderzimmern zum festen Repertoire, auch auf Kinderpartys und Stadtfesten stehen Spaß und Bewegung an erster Stelle und ermutigen Groß und Klein zum Mitmachen.
Zudem betreibt Frank Acker fünf Indoor-Spielarenen in Osnabrück-Hafen, Osnabrück-Sutthausen, Melle-Gerden, Wallenhorst und Twist, die unter dem Namen "Zappelarenen" geführt werden.

## Diskografie

### CD/DVD
- DVD 2010: Halli Hallo Kindershow
- CD 2010: Halli Hallo Kindershow
- DVD 2011: Tip Top (EMI-Music)
- CD 2011: Tip Top (EMI-Music)
- CD 2011: Winter Wunderland (EMI-Music)
- CD 2012: Neuveröffentlichung der Halli-Hallo-Kindershow-CD (über Europa/Sony)
- CD 2012: Neuveröffentlichung der Tip-Top-CD (über Europa/Sony)
- CD 2012: Neuveröffentlichung der Winter-Wunderland-CD (über Europa/Sony)
- CD 2013: Beste Freunde, CD (Europa/Sony)
- CD 2014: Die 44 beliebtesten Kinderlieder, CD (Europa/Sony)
- CD 2015: Das Beste, CD (Europa/Sony)
- CD 2016: Das Zappeltier-CD, CD (Famos Records)
- EP 2016: Gute Besserung - Pizzakatze - Spring!, EP (Famos Records)
- CD 2017: Familien-Party-Kinder-Disco-Hits Vol. 1, CD (Europa Family Music/Sony / Timezone)
- CD / DVD 2018: Live-Das Konzert CD/DVD (Famos Records)
- CD 2018: Tip Top Halli Hallo Kindershow, CD REMASTERED (Famos Records)
- CD 2019: Nicht normal, CD (Famos Records)
- CD 2019: „Weihnachten - Das Beste“, CD (Europa Family Music/Sony)
- CD 2020: Familien-Party-Kinder-Disco-Hits Vol. 2, CD - (Europa Family Music/Sony / Famos Music)

### Singles (digital)
- 2014: Schnick Schnack (Europa/Sony)
- 2015: Das große Fest (Europa/Sony)
- 2016: Gute Besserung/Pizzakatze/Spring! (Famos Music)
- 2017: Der kleine Haifisch (Europa Family Music/Sony)
- 2017: Frohe Weihnacht (Famos Music)
- 2018: Steh auf und tanz (Europa Family Music/Sony)
- 2018: Alle Zusammen (Famos Music)
- 2019: Gute Besserung (Famos Music)
- 2019: Rabatz feat. 3Berlin (2019 Frank Acker, Universal Music)
- 2020: Ohne Macke bist du nicht normal (Famos Music)
- 2020: Einfach Tanzen (Famos Music)
- 2020: Ich will feat. UKW (Peter Hubert) (Famos Music)
- 2020: High Five (Famos Music)
- 2020: Lach doch mal (Famos Music)
- 2020: Macht alle mit (Famos Music)
- 2020: Der Papa wird’s schon richten (Famos Music)
- 2020: Der Faultier-Song 2020 (von Kindern und Familien für Kinder gesungen) (Famos Music)
- 2020: Der kleinste Zwerg (Famos Music)
- 2020: FUSF 2020 (Famos Music)
- 2020: Flip Flap (2020 Frank Acker, Universal Music)
- 2021: Käpt’n Wellermann (2021 Frank Acker, Karussell/Universal Music)
- 2022: Dicker Bauch (2021 Frank Acker, Karussell/Universal Music)
- 2022: Mach die Robbe feat. Mickie Krause (2022 Frank Acker, Karussell/Universal Music)
- 2023: Bewegungshit feat. Großstadtengel
- 2023: Nein! Nein" Gemeinsam gegen Mobbing feat. Chaos Team Kids, Großstadtenegel
- 2023 Gute Laune Song feat. Großstadtengel
- 2023 Forever Summertime
- 2023 Fünf kleine Fische (u. a. Version mit Isa Glücklich)
- 2023 Die Dinosaurier
- 2023 Das ist der Weihnachtsmann
- 2024 Liebe kann uns retten
- 2024 Party für Alle - Album
- 2024 Links Rechts
- 2024 Halloween-Party mit Stephan Janetzko
- 2024 Sternenfänger
- 2025 Heute
- 2025 Bis zum Mond
- 2025 Zappels zappeltierische Zappellieder

## Belege
1. ↑  Corinna Berghahn: „Hätte ich das gewusst“: Zappelarena in Osnabrück-Nahne darf endlich eröffnen. noz.de, 27. September 2024, abgerufen am 7. August 2025.
2. ↑  Corinna Berghahn: „Einige halten mich wohl für verrückt“: In Wallenhorst entsteht eine neue Zappelarena. In: noz.de. 27. September 2024, abgerufen am 7. August 2025.
3. ↑  Chartdiskografie Deutschland